# Pangalengan
Pangalengan (oder Pengalengan) ist ein Distrikt im Regierungsbezirk Bandung in Indonesien. Der Distrikt Pangalengan liegt rund 48 Kilometer südlich der Stadt Bandung in der Provinz Jawa Barat (Westjava). Beide Schreibweisen, mit e und mit a, werden in der Literatur verwendet, häufiger jedoch die Schreibweise mit a, Pangalengan. 

## Verwaltungsstruktur
Innerhalb der Verwaltungsstruktur von Indonesien stellt Pangalengan einen sogenannten Distrikt dar. Die indonesische Bezeichnung hierfür lautet Kecamatan. Der Distrikt Pangalengan ist seinerseits gegliedert in die Verwaltungsbezirke von 13 Dörfern. Die Bevölkerungszahlen dieser 13 Dörfer liegen zwischen rund 4.000 und 20.000 Einwohnern. Die Gesamtbevölkerung von Pangalengan beträgt rund 154.000 Einwohner.

## Geografie
Der Großteil von Pangalengan liegt auf einem Plateau von rund 1.400 Metern Höhe. Diese Hochebene wird eingefasst von dem Vulkan Mount Malabar, dem Doppelvulkan Mount Wayang-Windu sowie dem Berg Gunung Tilu.

## Erdbeben
Beim West-Java-Erdbeben von 2009 war Pangalengan stark betroffen. Rund 15.000 Häuser wurden zerstört, und rund 30.000 Menschen verloren ihre Behausung und waren gezwungen in Zelten zu leben.

## Wirtschaft
Die größten Wirtschaftszweige von Pangalengan sind Landwirtschaft und Tourismus. Angebaut werden Tee- und Chinarindenbäume sowie Gemüse (Kartoffel). Der Doppelvulkan Mount Wayang-Windu wird für geothermische Energiegewinnung genutzt.